# سیاول
سیاول، روستایی از توابع بخش مرکزی شهرستان دورود در استان لرستان ایران است.

## جمعیت
این روستا در دهستان ژان قرار دارد و براساس سرشماری مرکز آمار ایران در سال ۱۳۸۵، جمعیت آن ۲۶۶ نفر (۵۲خانوار) بوده‌است.
این روستا شامل مناطق بکر و دیدنی زیادی از جمله:
چم-پل قرمون-گلال و… می‌باشد.